# Площадь Свободы (Кобрин)
Площадь Свобо́ды (бел. Плошча Свабоды) — главная площадь в историческом центре Кобрина. Располагается на пересечении улиц Ленина, Первомайской, Октябрьской, Интернациональной, Суворова, Советской, Матросова, 17 Сентября.

## История и архитектура
Исторически площадь была рыночной, носила название Базарной. В центре площади располагалось обширное здание торговых рядов и гостиного двора, а по её сторонам — жилые и общественные здания. Была переименована в площадь Свободы в 1939 году после присоединения Западной Белоруссии к СССР. Ансамбль площади сложился в конце XVIII — начале XIX века. В 1920 году перестроены сгоревшие во время вторжения немецких войск торговые ряды, в 1961 году на территории бывшего рынка сооружён трёхэтажный корпус швейной фабрики.

## Примечательные здания и сооружения
В архитектуре ансамбля площади отразились черты классицизма, а также барокко. Ансамбль площади внесён в Государственный список историко-культурных ценностей Республики Беларусь в составе исторического центра Кобрина (код 112Е000383). В ансамбль входят, помимо торговых рядов, сохранившиеся в неперестроенном виде жилые дома 7, 9, 12, 13 на южной стороне площади, надстроенный в 1950 году дом 6, перестроенные в 1970-е гг. дома 15, 17, 19, 29 по улице Ленина на западной стороне площади, а также другие здания.